# I Wanna Be Your Man (Endeverafter)
I Wanna Be Your Man è un singolo del gruppo musicale statunitense Endeverafter, pubblicato nel 2007. È arrivato in 25ª posizione nella classifica statunitense Hot Mainstream Rock Tracks, stilata dalla rivista Billboard.
È stata utilizzata nella prima puntata dell'ottava stagione di Scrubs - Medici ai primi ferri.

## Tracce
1. I Wanna Be Your Man – 3:06

## Formazione
- Michael Grant - voce, chitarra solista
- Kristan Mallory - chitarra ritmica
- Tommi Andrews - basso
- Eric Humbert - batteria